# Sisco (strip)
Sisco is een Belgisch-Franse stripreeks met Benec als scenarist en Thomas Legrain als tekenaar.
Sisco was aanvankelijk gepland als een tweeluik, waarin het hoofdpersonage op het einde zou sterven. Uiteindelijk gebeurde dat niet en verschenen er meer albums. In 2021 verscheen het twaalfde en laatste album. De tekenaar gaf wel aan dat er misschien ooit een vervolg zou komen.

## Albums
Alle albums zijn geschreven door Benec, getekend door Thomas Legrain en uitgegeven door Le Lombard.
| Nummer | Titel                   |
| ------ | ----------------------- |
| 1      | Schiet alleen op bevel! |
| 2      | Snoer haar de mond!     |
| 3      | Gin fizz                |
| 4      | Whisky-Coke             |
| 5      | Kalasjnikov-diplomatie  |
| 6      | Onderhandelingen in 9mm |
| 7      | De wet van Murphy       |
| 8      | Realpolitik             |
| 9      | Gold black              |
| 10     | Maori blues             |
| 11     | Belgian rhapsody        |
| 12     | Russische roulette      |